# Po I-po
Po I-po (čínsky pchin-jinem Bó Yībō, znaky 薄一波; 17. února 1908 – 15. ledna 2007) byl čínský komunistický politik. Člen Komunistické strany Číny od roku 1925, získal vliv ve 30. letech a 40. letech během války s Japonskem a čínské občanské války. V Čínské lidové republice v 50. a 60. letech zprvu vedl severočínské stranické organizace, v letech 1949–1967 se podílel na řízení čínského hospodářství z pozice ministra financí, místopředsedy vlády a dalších úřadů ekonomické povahy. Během kulturní revoluce byl obviněn ze zavádění Číny ke kapitalismu a zrady ve 30. letech a na dlouhá léta uvězněn. Po rehabilitaci roku 1978 se vrátil do vlády a ústředního výboru, v letech 1982–1992 byl místopředsedou ústřední poradní komise KS Číny, jako jeden z mimořádně vlivných osmi nesmrtelných komunistických politiků v 80. a 90. letech ovlivňoval základní směřování čínské politiky.

## Život

### Mládí a počátky politického života
Po I-po se narodil v Tchaj-jüanu, hlavním městě provincie Šan-si. Jeho otec se živil výrobou papíru, rodina byla tak chudá, že byla nucena utopit Po I-poova mladšího novorozeného bratra, protože usoudili, že další dítě neuživí. Jako student byl Po politicky aktivní a jednou zorganizoval protest proti místním pozemkovým daním. Po absolvování střední školy v Tchaj-jüanu navštěvoval Pekingskou univerzitu. Během studia v Pekingu v roce 1925 vstoupil do Komunistické strany Číny.
V letech 1925–1928 působil jako aktivista komunistické strany v Tchaj-jüanu. Poté, co Kuomintang začal od roku 1927 násilně potlačovat komunisty po celé Číně, Po pokračoval v organizování komunistických aktivit ve venkovských oblastech. V roce 1928 byl vyslán stranou, aby pracoval v ilegalitě jako stranický funkcionář v Tchien-ťinu. Kuomintangská policie ho třikrát zatkla, po posledním zatčení v roce 1931 byl na několik let uvězněn. Během věznění v nápravném zařízení pro vojenský personál v Pekingu zodpovídal za organizování komunistických aktivit ve věznici.

### Vzestup v bojích s Japonskem a Kuomintangem
Koncem roku 1936 se kuomintangský generál Jen Si-šan, který vládl Po I-poově domovské provincii Šan-si, začal obávat, že Japonsko plánuje invazi do Číny, a vytvořil s komunisty „jednotnou frontu“, aby se Japoncům postavil na odpor a začal lákat rodáky ze Šan-si po celé Číně, aby se vrátili a pracovali pro jeho vládu v různých vlasteneckých organizacích. Mimo jiné zařídil, aby Kuo Jing-i, jeden z Po I-poových bývalých spolužáků a bývalý komunista, který tehdy pracoval pro Jena, odcestoval do Pekingu a zajistil Po Ipoovu spolupráci. Kuovi se podařilo přesvědčit Poa, aby podepsal protikomunistické přiznání a zajistil si tak propuštění (s tichou podporou komunistické strany). 
Po I-po se pak v říjnu 1936 vrátil do Šan-si, kde ho Jen Si-šan pověřil vedením Ligy vlastenecké oběti, která se věnovala organizování odporu proti japonské invazi. Po I-po ji současně využíval k propagaci komunistických idejí. Pod Poovým vedením liga vyrostla v početnou organizaci o sto tisíci členech. Po I-po využil svých dobrých vztahů s Jen Si-šanem, aby ho přesvědčil k propuštění komunistů držených ve vězení (mimo jiné Wang Žuo-feje). Poté, co Japonci v roce 1937 obsadili severní Šan-si a zlikvidovali většinu Jenovy armády, Po shromáždil přeživší členy své organizace a vedl protijaponské partyzánské operace v jižním Šan-si. Když v roce 1939 skončila spolupráce mezi Jenem a komunisty, připojil se Po se svými lidmi ke komunistické 8. pochodové armádě. Poté až do kapitulace Japonců v roce 1945 bojoval proti Japoncům v Šan-si, Che-peji, Šan-tungu a Che-nanu, kde působil jako velitel a politický komisař v komunistických vojscích a místopředseda vlády komunisty ovládaných území (pohraniční oblasti Ťin-Ťi-Lu-Jü, komunistická vojska v regionu vedl Liou Po-čcheng s pomocí komisaře a stranického tajemníka Teng Siao-pchinga).

### Politik Čínské lidové republiky v 50. a 60. letech
Roku 1945 byl na VII. sjezdu KS Číny byl zvolen do ústředního výboru strany. V pozdějších fázích čínské občanské války, v letech 1946–1949, úzce spolupracoval s Liou Šao-čchim a generálem Nie Žung-čenem, když sloužil jako politický komisař severočínského vojenského okruhu  a místopředseda severočínské lidové vlády (1948–1949), byl druhým (1948–1949) a prvním (1949–1954) tajemníkem severočínského byra ÚV KS Číny.
Po vítězství komunistů v občanské válce a zřízení Čínské lidové republiky v roce 1949 se stal členem její ústřední lidové vlády (1949–1954), členem státní administrativní rady a místopředsedou jejího finančního a ekonomického výboru  (1949–1954) a ministrem financí (1949–1953). V letech 1954–1956 byl místopředsedou Státní plánovací komise. Od roku 1954 byl opakovaně volen poslancem Všečínského shromáždění lidových zástupců. Na VIII. sjezdu KS Číny roku 1956 byl opět zvolen do ústředního výboru strany a vzápětí i kandidátem politbyra (1956–1967). Koncem roku 1956 byl jmenován místopředsedou státní rady (vlády) a předsedou Státní ekonomické komise, zřízené aby se snížila administrativní zátěž Státní plánovací komise. Jako ekonom prosazoval umírněnou hospodářskou politiku.

### Věznění za Kulturní revoluce
V raných fázích kulturní revoluce patřil k té části vedení strany a vlády, která oponovala radikálům z ústřední skupiny pro kulturní revoluci. Naopak radikálové ho zařadili mezi politiky směřující Čínskou lidovou republiku k návratu kapitalismu. Nakonec byl v únoru 1967 zatčen a uvězněn. Svými žalobci byl obviněn ze zrady, které se měl dopustit ve 30. letech. Obviněn ze zrady a polupráce s Kuomintangem byl nejen Po I-po, ale velká skupina takzvaných „61 zrádců“, komunistických funkcionářů propuštěných z kuomintangských vězení v severní Číně v letech 1936–1937 v souvislosti s dohodami mezi Kuomintangem a Komunistickou stranou Číny o obnovení jednotné fronty a společném boji proti Japonsku. Také jeho manželka a děti byli zatčeni anebo posláni na převýchovu na venkov. 

### 80. léta a závěr politické kariéry
Rehabilitován byl až roku 1978 úsilím Teng Siao-pchinga a Chu Jao-panga, byl propuštěn z vězení a v červenci 1979 jmenován místopředsedou vlády, v září 1979 kooptován do ústředního výboru KS Číny. V únoru 1980 – květnu 1982 vykonával funkci předsedy státního výboru pro strojírenství.  V květnu 1982 přešel z úřadu místopředsedy vlády (s většinou kolegů-místopředsedů) do nově zřízené funkce státního poradce a současně se stal místopředsedou státního výboru pro reformu ekonomického systému. Na XII. sjezdu KS Číny v září 1982 již nebyl zvolen do ÚV, náhradou s mnoha dalšími zasloužilými politiky přešel do nově zřízené ústřední poradní komise, přičemž byl zvolen místopředsedou komise. S koncem funkčního období vlády v červnu 1983 odešel z úřadu státního poradce a nadále působil již pouze v ústřední poradní komisi, místopředsedou které byl do jejího zrušení na XIV. sjezdu KS Číny v říjnu 1992. Od roku 1992 již nezaujímal žádné veřejné funkce.
Po I-po byl na počátku 80. let významným zastáncem a realizátorem ekonomických reforem, zastával však spíše umírněné až konzervativní postoje v otázkách politické liberalizace. Podpořil i odstavení generálního tajemníka Chu Jao-panga od moci v lednu 1987. Poté byl členem ad hoc ustavené pětky Čao C’-jang, Po I-po, Jang Šang-kchun, Wan Li a Chu Čchi-li, která do XIII. sjezdu v říjnu 1987 převzala od sekretariátu ÚV každodenní řízení strany.
Během protestů na náměstí Nebeského klidu v roce 1989 zpočátku podporoval umírněné stranické představitele, kteří vyzývali ke kompromisu s protestujícími, ale nakonec podpořil rozhodnutí použít k potlačení demonstrací sílu. Po roce 1989 opakovaně podpořil politiku další ekonomické (nikoliv však politické) liberalizace. I poté, co v 90. letech zcela odešel do důchodu, zůstal mimořádně vlivnou osobností, která ovlivňovala řešení nejvýznamnějších politických problémů. Byl a je proto počítán k takzvaným osmi nesmrtelným komunistickým politikům. Svého vlivu využil k podpoře vzestupu Ťiang Ce-mina, který se v roce 1989 stal generálním tajemníkem KS Číny. Po se v roce 1993 se stal spoluautorem knihy o rané historii Komunistické strany Číny.
Po I-po úzce podporoval politickou kariéru svého syna Po Si-laje, ministra obchodu a později člena politbyra a tajemníka městského výboru KS Číny v Čchung-čchingu, jehož politickou kariéru ale ukončil skandál Wang Li-ťüna v roce 2012.
Po I-po Zemřel v Pekingu 15. leden 2007. Jeho ostatky byly uloženy na Papaošanském revolučním hřbitově vedle jeho manželky Chu Ming.